# James Colledge Pope
James Colledge Pope (nacido el 11 de junio de 1826 a Bedeque, IPE - fallecido el 18 de mayo de 1885 en Summerside, Canadá) fue un político principeduardino.
Comenzó su carrera política en 1857 en el Partido conservador. Fue elegido Primer ministro de la provincia en tres ocasiones (1865-1867, 1870-1872 y abril-septiembre de 1873).
Fue durante su último mandato cuando la Isla del Príncipe Eduardo se unió a la Confederación Canadiense el 1 de julio de 1873. Posteriormente, en la política federal segó a ser Ministro de la marina y pesca de 1878 a 1882, en el gobierno de John A. Macdonald.
- Datos: Q3160991